# Даннинг, Дэвид
Дэвид Даннинг (англ. David Dunning) — американский социальный психолог, профессор психологии Мичиганского университета. Известен исследованием эффекта Даннинга — Крюгера.

## Биография
Даннинг получил степень бакалавра в Мичиганского университета в 1982 году. В 1986 году получил степень доктора философии по психологии в Стэнфордском университете, позже преподавал в нём.

## Научная деятельность
Автор более 80 рецензируемых статей, глав книг и комментариев. Наиболее известен как соавтор исследования 1999 года с Джастином Крюгером. В исследовании было показано, что испытуемые, которые хуже выполняли задачи по определенным темам, таким как оценка юмора, грамматики и логики, значительно переоценивали, насколько хорошо они выполнили эти задания. Исследование также показало, что испытуемые, которые показали чуть выше среднего при определении того, насколько забавной была представленная шутка, были наиболее точными при оценке того, насколько хорошо они выполняли поставленные задачи. Наоборот, те, кто выполняли задачи лучше других, склонны были думать, что они справились с заданиями лишь незначительно выше среднего.
Это исследование дало начало так называемому эффекту Даннинга — Крюгера, в котором люди, которые плохо выполняют определенные задачи, ошибочно думают, что они действительно хороши в них. 
В 2012 году Даннинг сказал в интервью Ars Technica, что он «думал, что исследование никогда не будет опубликовано» и что он «поражён тем, как долго и в какой степени эта идея стала „вирусной“ во многих областях».

## Награды и отличия
- Шнобелевская премия по психологии (2000).